# Baby It’s Me
| Професионални рејтинг | Професионални рејтинг |
| Резултати             | Резултати             |
| Извор                 | Рејтинг               |
| --------------------- | --------------------- |
| AllMusic              | [ 1 ]                 |

Baby It’s Me је осми студијски албум америчке певачице Дајане Рос, који је објављен 16. септембра 1977. за издавачку кућу Motown.

## Списак пјесама
Страна прва
1. Gettin’ Ready for Love — 2:45
2. You Got It — 3:55
3. Baby It's Me — 3:09
4. Too Shy to Say — 3:15
5. Your Love Is So Good for Me — 4:14

Страна друга
1. Top of the World — 3:06
2. All Night Lover — 3:33
3. Confide in Me — 3:32
4. The Same Love That Made Me Laugh — 3:56
5. Come in from the Rain — 3:58

## Позиције на листама
| Листа (1977)                       | Највиша позиција |
| ---------------------------------- | ---------------- |
| Аустралија (Kent Music Report)     | 81               |
| Канада (RPM)                       | 15               |
| САД (Billboard 200)                | 18               |
| САД рнб/хип хоп албуми (Billboard) | 7                |

## Сертификације и продаја
| Држава                 | Сертификација | Продаја |
| ---------------------- | ------------- | ------- |
| Велика Британија (BPI) | Сребрни       | 60.000  |